# Ermacora Zuliani
Ermacora Zuliani (Magnano in Riviera, 25 ottobre 1897 – Udine, 28 giugno 1958) è stato un militare italiano, veterano della prima guerra mondiale si distinse particolarmente durante la guerra d'Etiopia e la guerra di Spagna, nel corso della quale fu decorato con una Medaglia d'argento, una di bronzo, la Croce di guerra al valor militare, e due Cruz de guerra e della Medalla de la Campaña 1936-1939 da parte del governo spagnolo. Nel corso della seconda guerra mondiale fu decorato di una seconda Medaglia d'argento al valor militare per la sua partecipazione alla campagna di Russia. Dopo la firma dell'armistizio di Cassibile aderì alla Repubblica Sociale Italiana entrando nell'Esercito Nazionale Repubblicano per assumere il comando del Reggimento Alpini "Tagliamento", sottoposto alla diretta amministrazione militare tedesca, contro le formazioni dei partigiani sloveni, che miravano ad annettere la zona slavofona alla Jugoslavia.

## Biografia
Nacque a Magnano in Riviera il 25 ottobre 1897, figlio di Giovanni e Emilia Ermacora. Arruolato nel Regio Esercito il 21 settembre 1916, partecipò alla prima guerra mondiale ricevendo diciottenne il battesimo del fuoco sulle pietraie del Carso,  combattendo sul Monte San Marco, sul San Michele e sul San Gabriele. Sul San Gabriele, il 15 giugno 1917, si guadagnò il brevetto di ardito, con diritto di fregiarsi del distintivo onorifico V.E.
Dopo la fine della guerra si iscrisse ai Fasci di combattimento, entrando successivamente nella Milizia Volontaria per la Sicurezza Nazionale il 22 febbraio 1923,  e venendo nominato Podestà di Magnano in Riviera nel corso dello stesso anno.  Il 27 febbraio 1924 sposò la signorina Olga Vidoni,  originaria di Artegna. Promosso al grado di centurione, fu mobilitato durante la guerra d'Etiopia, assegnato come Aiutante Maggiore alla Legione CC.NN. di Gorizia, che aveva il compito di proteggere il confine orientale.
Dopo lo scoppio della guerra civile, il 3 marzo 1937  partì volontario per la Spagna, nelle file delle forze nazionaliste contro il legittimo governo repubblicano, assumendo il comando della Bandera "Implacabile",  con cui dal 18 marzo prese parte alla battaglia di Guadalajara. Passato successivamente, con il grado di seniore, al comando del 537º Battaglione "Inesorabile", partecipò alle battaglie di Gondramendi, Guernica, Bilbao, e Santander (dal 14 agosto).   Rientrato in Patria per breve tempo nell'ottobre del 1938, ritorno in Spagna nel gennaio 1939 dove assunse il comando del gruppo "Las Novas" della Divisione CC.NN. "Frecce Verdi". Alle testa di questa unità partecipò alle battaglie per la conquista di Teruel, Cavalhambra e Madrid. Al termine della guerra risultava decorato con una Medaglia d'argento, una di Bronzo e la Croce di guerra al valor militare, mentre il governo spagnolo lo aveva decorato con due Cruz de guerra e della Medalla de la Campaña 1936-1939.
Rientrato in Italia il 28 giugno 1939 assunse il comando del 63° Btg CC.NN. di Udine, al cui comando, a partire dal giugno 1940, prese parte alle fasi iniziali della guerra.
Con l'inizio della Campagna di Russia nel 1941, partì volontario al comando del LXIII Btg CC.NN. della 63ª Legione CC.NN. d'Assalto "Tagliamento" assegnata al Corpo di spedizione italiano. L'unità entro in combattimento l'8 settembre 1941, sulla riva destra del fiume Dnieper. Tra il 25 dicembre 1941 e il 25 gennaio 1942 partecipà ai combattimenti durante l'Offensiva di Natale, scatenata dai sovietici contro le linee italiane, resistendo brillantemente a Malo Orlowka. Nel febbraio 1942 fu decorato dal generale Marazzani con una Medaglia d'argento al valor militare concessa “sul campo”, ma con il fisico logorato rientrò in Italia il 13 marzo del 1942.
Il 16 luglio dello stesso anno assunse il comando della 63ª Legione CC.NN. "Tagliamento", che il 2 maggio 1943, data in cui fu promosso Console comandante, divenne Gruppo battaglioni CC..NN. "Tagliamento", assegnato alla 1ª Divisione corazzata "M". La caduta del regime fascista, avvenuta il 25 luglio, lo sorprese a Trevignano Romano, vicino alla Capitale. Rimasto fedele al governo Badoglio, fu lasciato al comando della sua unità, incorporata nel frattempo come reggimento all'interno della 136ª Divisione Corazzata "Centauro II", e il 19 agosto 1943 gli fu riconosciuto il grado di Colonnello in s.p.e. Mantenne l'incarico fino all'8 settembre 1943, data dell'armistizio di Cassibile con gli anglo-americani.

Il colonnello Ermacora Zuliani ed un altro ufficiale nella caserma di Cividale

Dopo la proclamazione dell'armistizio ottenne dal generale Albert Kesselring il ritorno della sua unità in Friuli, dove venne sciolta. Dopo un colloquio con Benito Mussolini, avvenuto nel mese di ottobre, aderì alla Repubblica Sociale Italiana, ricostituendo il disciolto 8º Reggimento Alpini con il nome di Reggimento Alpini "Tagliamento", inserito all'interno dell'Esercito Nazionale Repubblicano al comando del Maresciallo d'Italia Rodolfo Graziani. L'unità venne impegnata  alle dirette dipendenze dell'amministrazione militare tedesca contro le formazioni partigiane italiane e slovene. Impegnato nell'alta val d'Isonzo e nella valle del Natisone, in seguito ai fatti del 25 aprile il suo reggimento lasciò Tolmino facendo rientro a Cividale del Friuli, dove si sciolse il giorno 27. Incarcerato come prigioniero politico restò in carcere fino al settembre 1946, dopo l'amnistia svolse un modesto lavoro di rappresentante commerciale. Si spense presso l'Ospedale civile di Udine all'alba del 28 giugno 1958.

## Onorificenze

### Italiane
- Brevetto di ardito con diritto di fregiarsi della sigla V.E.
- Distintivo della "Battaglia Invernale" 1941-1942

### Annotazioni
1. ↑  La coppia non ebbe figli.
2. ↑  Nonostante le sue ripetute domande non venne destinato alle operazioni belliche in Africa Orientale Italiana.
3. ↑  Appartenente al 7º Gruppo inquadrato nella 2ª Divisione CC.NN. "Fiamme Nere".
4. ↑  Inquadrato nel 5º Reggimento fanteria della 1ª Divisione CC.NN. "23 marzo".
5. ↑  Alla vigilia della partenza per l'Italia ricevette la visita del comandante del CSIR, generale Giovanni Messe, che lo elogiò personalmente per la brillante difesa di Malo Orlowka.

### Fonti
1. ↑  Memoria di "Mache" 1959, p. 5.
2. 1 2 3  Memoria di "Mache" 1959, p. 6.
3. ↑  Memoria di "Mache" 1959, p. 7.
4. 1 2  Memoria di "Mache" 1959, p. 9.
5. ↑  Memoria di "Mache" 1959, p. 8.
6. 1 2 3  Memoria di "Mache" 1959, p. 12.
7. 1 2 3 4 5  Memoria di "Mache" 1959, p. 14.
8. 1 2 3  Memoria di "Mache" 1959, p. 15.
9. 1 2 3  Rocco 2000, p. 215.
10. ↑  Memoria di "Mache" 1959, p. 17.
11. 1 2  Memoria di "Mache",1959, p. 18.
12. ↑  Memoria di "Mache" 1959, p. 19.
13. 1 2 3 4  Memoria di "Mache" 1959, p. 20.
14. 1 2 3 4 5 6  Franci, Girolimetto, Minucci Teoni, Persiani 2010, p. 4.
15. 1 2 3  Memoria di "Mache" 1959, p. 21.
16. ↑  Rocco 2000, p. 216.
17. ↑  Memoria di "Mache" 1959, p. 22.
18. 1 2 3  Pansa 2007, p. 302.
19. 1 2  Memoria di "Mache" 1959, p. 23.
20. ↑  Condannato dalla Corte straordinaria d'Assise di Udine venne radiato dall'Esercito in base alla Legge n.369 del 9 maggio 1940, articolo n.58 , scarcerato per amnistia nel settembre 1946 .
21. 1 2  Memoria di "Mache" 1959, p. 24.